# إم إف غوست
إم إف غوست هي سلسلة مانغا يابانية من تأليف ورسم سويتشي شيجنو تصدر في مجلة يونغ الأسبوعية منذ سبتمبر 2017 وتم جمعها في 14 تانكوبون. واقتبست إلى مسلسل أنمي من إنتاج فيليكس فيلم عرض موسمه الأول في عام 2023. والموسم الثاني عرض في عام 2024، والموسم الثالث سيُعرض خلال عام 2026.